# David Aebischer (Eishockeyspieler, 1978)
David Aebischer (* 7. Februar 1978 in Genf) ist ein ehemaliger Schweizer Eishockeytorhüter, der im Verlauf seiner aktiven Karriere unter anderem für die Colorado Avalanche in der National Hockey League spielte, wobei er im Trikot der Avalanche im Jahr 2001 den Stanley Cup gewann. In der Schweiz war er für Fribourg-Gottéron, den HC Lugano und die Rapperswil-Jona Lakers in der höchsten Schweizer Spielklasse aktiv.
Zudem vertrat er die Schweizer Nationalmannschaft bei fünf Weltmeisterschaften und zwei Olympischen Winterspielen. Insgesamt absolvierte er 65 Länderspiele für die Schweiz.
Seit 2015 ist er Torhütertrainer bei Fribourg-Gottéron.

## Spielerlaufbahn
David Aebischer wuchs in Tafers auf und spielte seit seiner Jugend für Fribourg-Gottéron, bei dem er 1994 sein NLA-Debüt gab.
Aebischer wurde im NHL Entry Draft 1997 an Stelle 161 von der Colorado Avalanche ausgewählt. Bis zu seinem ersten NHL-Spiel am 18. Oktober 2000 gegen die Columbus Blue Jackets spielte er bei den Hershey Bears in der unterklassigen Liga American Hockey League. Zuvor spielte er schon bei den Chesapeake Icebreakers und den Wheeling Nailers in der East Coast Hockey League. Ab Saison 2003/04 war er Stammtorhüter der Avalanche, wo er den legendären Patrick Roy ablöste.

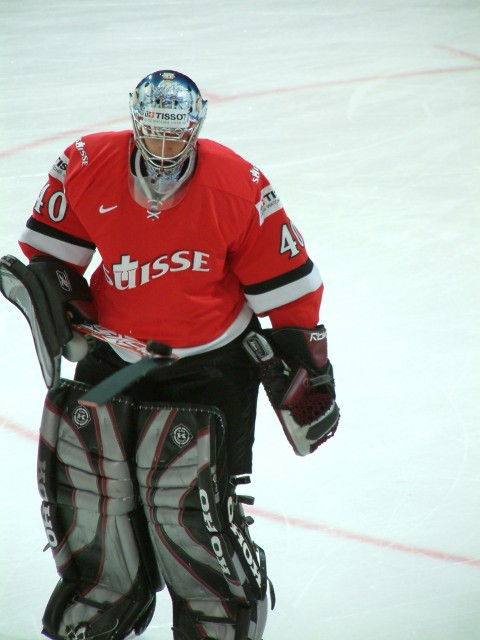
Aebischer im Trikot der Schweizer Nationalmannschaft

Zu seinen Erfolgen gehören die Bronzemedaille mit der Schweiz bei der Junioren-Weltmeisterschaft 1998 und der Stanley-Cup-Sieg mit der Colorado Avalanche 2001.
Weil die NHL-Saison 2004/05 wegen Auseinandersetzungen zwischen Spielern und Teambesitzern um die Bezahlung, ein sogenannter Lockout, ausgefallen war, spielte Aebischer ersatzweise in der Schweiz beim HC Lugano. An den Olympischen Spielen 2006 in Turin war er mit seinem Torhüter-Partner Martin Gerber massgeblich an der guten Leistung der Schweizer beteiligt. Aebischer und  Gerber sind nebst Jonas Hiller die einzigen Schweizer Torhüter, die sich in der NHL über längere Zeit durchsetzen konnten.
Am 9. März 2006 wurde Aebischer in einem sogenannten Mega-Deal gegen José Théodore von den Montreal Canadiens getauscht. Am 12. Juli 2006 wurde sein Vertrag bei den Canadiens um ein Jahr verlängert. In Montreal bildete er zu Beginn der Saison 2006/07 mit dem Franzosen Cristobal Huet ein gleichberechtigtes Torhütergespann, doch im Laufe der Saison setzte sich Huet als die Nummer eins durch, da Aebischer nicht die gewünschte Leistung brachte. Im Februar 2007 verletzte sich Huet, und Aebischer nahm den Posten als Stammtorhüter ein, wurde jedoch später durch den 21-jährigen Jaroslav Halák verdrängt.

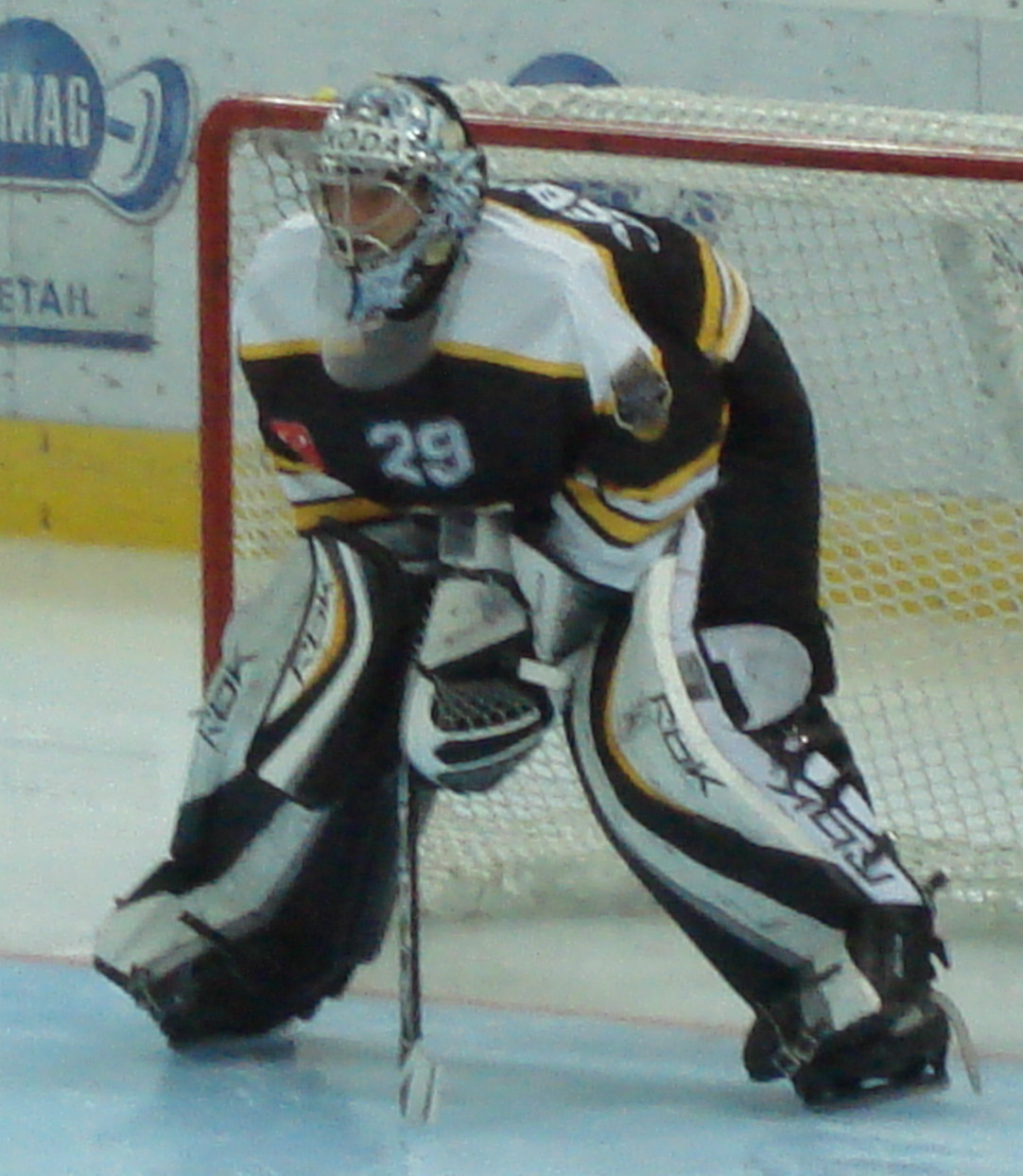
Aebischer im August 2008

Aebischers Vertrag wurde nach dem Saisonende nicht verlängert, und er wechselte zu den Phoenix Coyotes, wo er Mikael Tellqvist und Alex Auld als Konkurrenten um den Stammplatz im Tor hatte. Mit allen drei Torhütern starteten die Coyotes in die Saison 2007/08, entschieden sich aber nach drei Wochen für Auld und Tellqvist als Torhütergespann und schickten Aebischer zu den San Antonio Rampage, dem Farmteam von Phoenix in der unterklassigen AHL.
Nachdem Aebischer auch bei den San Antonio Rampage aus dem Kader gestrichen worden war und Phoenix mit Ilja Brysgalow einen weiteren Torhüter verpflichtet hatte, wechselte er am 21. November 2007 zurück in die Schweiz zum HC Lugano und unterschrieb einen Vertrag bis 2012. Im Sommer 2011 nahm er am Trainingscamp der Winnipeg Jets teil, erhielt aber keinen Platz im NHL-Kader und wurde stattdessen vom Farmteam St. John’s IceCaps für ein Jahr unter Vertrag genommen. Für die Saison 2012/13 wurde er von den Rapperswil-Jona Lakers verpflichtet.
Nach zwei Saisons bei den Lakers beendete er im Januar 2015 offiziell seine aktive Karriere.

## Trainerlaufbahn
2015 wurde Aebischer Goalietrainer bei seinem Stammklub Fribourg-Gottéron. Zuletzt verlängerte Fribourg-Gottéron den Vertrag mit Aebischer im November 2022 um weitere zwei Jahre.

## Erfolge und Auszeichnungen

### Vereine
- 1998 Freiburger Sportler des Jahres
- 2001 Stanley-Cup-Gewinn mit der Colorado Avalanche
- 2003 Teilnahme am NHL YoungStars Game

### Nationalmannschaft
- 1998 Bronzemedaille bei der U20-Junioren-Weltmeisterschaft
- 1998 Bester Torhüter  der U20-Junioren-Weltmeisterschaft
- 1998 All-Star-Team der U20-Junioren-Weltmeisterschaft

## Karrierestatistik

### Nationalmannschaft
(Legende zur Torhüterstatistik: GP oder Sp = Spiele insgesamt; W oder S = Siege; L oder N = Niederlagen; T oder U oder OT = Unentschieden oder Overtime- bzw. Shootout-Niederlage; Min. = Minuten; SOG oder SaT = Schüsse aufs Tor; GA oder GT = Gegentore; SO = Shutouts; GAA oder GTS = Gegentorschnitt; Sv% oder SVS% = Fangquote; EN = Empty Net Goal; 1 Play-downs/Relegation; Kursiv: Statistik nicht vollständig)